# Jindřich Nováček
Jindřich Nováček (* 4. ledna 1980, Třebíč, Československo) je český herec.

## Život
Narodil se v Třebíči, kde také vystudoval Střední průmyslovou školu technickou. V roce 1999 byl přijat na pražskou Vyšší odbornou školu hereckou, hereckými pedagogy byli Lenka Termerová a Jan Vlasák. Už během studií hostoval v několika pražských divadlech, např. Divadlo na Vinohradech v inscenaci Trojhvězdí v režii Jana Nováka, Divadlo v Dlouhé v inscenaci Obrazy z francouzské revoluce pod režijním vedením Hany Burešové, v muzikálu Rychlé šípy si zahrál roli Červenáčka, který se inscenoval ve Stavovském divadle a v Divadle na Vinohradech. Také hostoval v Divadle na Fidlovačce nebo v Divadlo Antonína Dvořáka v Příbrami.
Činoherní herectví vystudoval na DAMU pod vedením Jaroslavy Adamové, Ladislava Mrkvičky a Věry Galatíkové. Absolvoval v inscenaci španělského dramatika Pedro Calderóna Život je sen, rolí Segismundo.
Po studiu na DAMU poté tři roky hostoval v Šaldově divadle v Liberci např. ve Shakespearově komedii Večer tříkrálový, kde si zahrál roli Sebastiana, režie: Kateřina Dušková. Také dvakrát spolupracoval v Národním divadle v Praze na dvou inscenacích světoznámého režiséra Roberta Wilsona (Janáčkova Osudu a Káti Kabanové) nebo s divadlem Gerhart–Hauptmann–theater Zittau v Německu (Oliver Schmaering: Dreiland oder die prophezeiung des riesen, role: König Jaroslav, Journalist). Nebo po dobu pěti let na Letních shakepearovských slavnostech v Praze v inscenaci Daniela Špinara Zkrocení zlé ženy. A v GOJA Music Hall v Praze ve světovém muzíkalu Fantom opery, kde zvtárnil postavu Monsieur Reyer.
Vedle divadla se také objevil před kamerou například v roli Jakuba ve filmové pohádce Zděnka Trošky Nejkrásnější hádanka. Také několikrát spolupracoval s režisérem Jiřím Krejčíkem (Dědictví slečny Innocencie, Slečna Julie). Dále spolupracoval na posledním Krejčíkově hraném televizním filmu Osudové peníze, kde se objevil v roli důstojníka jezdectva Roberta Taraby. V televizní tvorby také zahrnout film Kobova garáž I, II (role Mirek), 3+1 s Miroslavem Donutilem (Kamil; řidič tramvaje), Černá sanitka (Mirek), seriál Cukrárna (policista), Vyprávěj (kardiochirurg Otakar Štros) a mnoho dalších. Mimo tvorby pro české produkce také spolupracuje s produkcemi zahraničními, např. s německou televizí ZDF (Mise X, role: A. G. Bell, režie: Oliver Frohnauer).
V současné době hraje na Letních shakespearovských slavnostech v Praze v inscenaci Martina Hilského Pocta Shakespearovi. A od února 2017 v GOJA Music Hall v Praze v muzikálu Ples upírů, postava Koukol.

## Divadelní inscenace
- Koffi Kwahulé: Nestyda, role: Maska, režie: Eva Salzmannová, Miloš Horanský, Divadlo DISK – DAMU Praha, 2003.
- Calderón de la Barca: Život je sen, role: Segismundo, režie: Pavel Khek, Divadlo DISK – DAMU Praha, 2005.
- bří Přesňakovové: Terorismus, role: Evianman, požárník, režie: Peter Chmela, Divadlo DISK – DAMU Praha, 2005.
- Euripídés: Orestes, role: Posel, režie: Petr Mikeska, Divadlo DISK – DAMU Praha, 2006.
- Caprichos, pohybové představení, režie a choreografie: Marcela Benoniová, Divadlo DISK – DAMU Praha, 2006.
- Ingrind Lausund: Případ zborcené páteře, role: Kruse, režie: Pavel Khek, Divadlo DISK – DAMU Praha, 2006.
- Deburau – pantomimicko-činoherní představení, role: Cápek, Harlekýn, režie: Pavel Khek, Divadlo DISK – DAMU Praha, 2006.
- Jaroslav Foglar, Emil Zámečník: Rychlé šípy – muzikál, role: Červenáček, Dětská opera Praha – Divadlo na Vinohradech, Stavovské divadlo, 2000.
- Daniel Wiesner: Škola základ života – muzikál, role: Daniel Boukal, režie: Daniel Wiesner, Divadlo Příbram, 2000.
- S. I. Witkiewicz: Na malém dvorci, role: Mašejko, režie: Michal Lang, Pidivadlo, 2001.
- Oldřich Daněk: Trojhvězdí, role: vedoucí chóru, režie: Jan Novák, Divadlo na Vinohradech, 2001.
- Frank Wedekind: Procitnutí jara, role: Pastor, Arnošt, režie: Michal Lang, Pidivadlo, 2002.
- Jan Vedral, Hana Burešová, Jan Otčenášek: Obrazy z francouzské revoluce, režie: Hana Burešová, Divadlo v Dlouhé Praha, 2000 – 2005.
- Edmund Rostand: Cyrano z Bergeracu, režie: Jan Kačer, Divadlo na Fidlovačce, 1999 – 2002.
- Salwen, Špinar: Zůstaň na lince, role: Henry, režie: Daniel Špinar, DAMU U22, 2004.
- Leoš Janáček: Osud, režie: Robert Wilson, Národní divadlo Praha, 2002.
- William Shakespeare: Sen noci svatojánské, role: Demetrius, měchař Píšťala, režie: Pavel Khek, Martin Vokoun, Přírodní divadlo v Lokti nad Ohří/DAMU, 2003 – 2006.
- William Shakespeare: Večer tříkrálový, role: Sebastian, režie: Kateřina Dušková, Šaldovo divadlo Liberec, 2006 – 2008.
- Oliver Schmaering: Dreiland oder die prophezeiung des riesen, role: král Jaroslav, novinář, režie: Ralph Reichel, Gerhart – Hauptmann – theater, Zittau, Německo, 2007.
- Leoš Janáček: Káťa Kabanová, režie: Robert Wilson, Národní divadlo Praha, 2010.
- William Shakespeare: Zkrocení zlé ženy, role: 3. sluha, režie: Daniel Špinar, Shakespearovské slavnosti, 2011 – 2015..
- Andrew Lloyd Webber: Fantom opery, režie: Petr Novotný, role: Monsieur Reyer, Licitátor, GOJA MUSIC HALL v Praze, 2014 – 2016, 2018.
- Martin Hilský: Pocta Shakespearovi, režie: Václav Lautner, role: Edgar, Bosanio, Letní shakespearovské slavnosti, 2016 – 2017.
- Michael Kunz, Jim Steinman: Ples upírů, režie: Radek Balaš, role: Koukol, GOJA Misuc Hall v Praze, 2017 – 2018.

## Televize, film
- Dědictví slečny Innocencie, režie: Jiří Krejčík, epiz. role, Česká televize, 2002.
- Kobova garáž I., II., režie: Jindřich Procházka, role: Mirek, Česká televize, 2002.
- Jiný člověk, režie: Petr Slavík, role: závozník, Česká televize, 2002.
- Nemocnice na kraji města po 20 letech, režie: Hynek Bočan, role: medik, Česká televize, 2002.
- Welcome to Prague, režie: Dmitrij Petkov, role: Henry, pro Univerzity k výuce českého jazyka v USA, 2002.
- Slečna Julie, režie: Jiří Krejčík, epiz. role, Česká televize, 2004.
- 3 plus 1 s Miroslavem Donutilem – povídka „Výlet", režie: Ondřej Kepka, role: Kamil, Česká televize, 2005.
- Ordinace v růžové zahradě, režie: Ján Sebechlebský, role: reportér, TV NOVA, 2005.
- Až kohout snese vejce, režie: Otakar Kosek, role: strážný, Česká televize, 2006.
- Začarovaná láska, režie: Ondřej Kepka, role: strážný, Česká televize, 2007.
- Mise X, role: A. G. Bell, režie: Oliver Frohnauer, ZDF, Německo, 2007.
- Nejkrásnější hádanka, režie: Zdeněk Troška, role: Jakub, 2008.
- Peníze (dvoudílný televizní film), režie: Jiří Krejčík, role: důstojník jezdectva Robert Taraba, Česká televize, 2008.
- Tehdy seděl Bůh hodně vysoko, režie: Zdeněk Všelicha, role: mladík, Česká televize, 2008.
- Hlupák Dilino, režie: Jaroslav Hovorka, role: voják, Česká televize, 2008.
- Černá sanitka, režie: Jiří Novák, role: Mirek, Česká televize, 2008.
- 3 plus 1 s Miroslavem Donutilem – povídka „Inzerát – Valaši", režie: Ondřej Kepka, role: mladý řidič tramvaje, Česká televize 2008.
- Mise X, role: Robert Stephenson, režie: Oliver Frohnauer, ZDF Německo, 2009.
- Cukrárna (televizní seriál), režie: Dušan Klein, role: policista, Česká televize, 2010.
- Crossing Lines / Bez hraníc, režie: Daniel Percival, role: bankovní úředník, Francie / Německo / USA, 2013
- Vyprávěj (televizní seriál), režie: Biser Arichtev, role: Otakar Stros, Česká televize, 2013.
- Doktoři z Počátků, režie: Jana Rezková, role: Tonda, TV NOVA, 2015.
- Zloději zelených koní, režie: Dan Wlodarczyk, role: policista, 2016.
- Případy 1. oddělení – 2.série, režie: Peter Bebjak, role: vyšetřovatel Komín, Česká televize, 2016.
- Ordinace v růžové zahradě, režie: Marián Kleis, role: Hynek Bosák, TV NOVA, 2017.
- Modrý kód, režie: Libor Kodad, Jaromír Polišenský, Vojtěch Moravec, role: anesteziolog Krása, TV PRIMA, 2017.
- Ohnivý kuře, režie: Jiří Chlumský, Martin Koop, role: Kovář, TV PRIMA, 2018.